# Velký denní bolid z roku 1972
Velký denní bolid z roku 1972 (označený US19720810) byl tečný meteoroid, který proletěl 10. srpna uvedeného roku zemskou atmosférou nad částí Spojených států amerických a Kanady a po několika sekundách vyletěl zpět do vesmírného prostoru. Bolid byl tak jasný, že byl velmi dobře pozorovatelný i za denního světla.

Do atmosféry vstoupil rychlostí 15,03 km/s vzhledem k zemskému povrchu. Viditelný začal být ve výšce 75,98 km nad Utahem jižně od Salt Lake City ve 20:29 UT. Nejvíce se Zemi přiblížil na vzdálenost asi 57,85 km nad státem Idaho, kdy se jeho rychlost pohybovala kolem 14,60 km/s, přičemž zpomalení dosahovalo 0,015 km/s². Pozorovatelný přestal být ve výšce 101,55 km nad kanadskou provincií Alberta, jižně od Edmontonu. Zemskou atmosféru nakonec opustil rychlostí 14,21 km/s.
Absolutní jasnost tělesa dosáhla v maximu hodnoty −15 až −18, což by odpovídalo hmotnosti v perigeu 100 000 až 1 000 000 kg. Protože se velmi pravděpodobně jednalo o bolid typu II (uhlíkatý chondrit), vypočítal český astronom Zdeněk Ceplecha na základě známé hustoty tohoto typu meteoroidů jeho hmotnost v perigeu na 140 000 kg a průměr asi 5 metrů. Tyto hodnoty by se však mohly lišit, pokud by se jednalo o jiný typ meteoroidu s jiným složením; v úvahu tak připadá průměr tělesa od 3 do 14 metrů. Jeho původní hmotnost před vstupem do atmosféry pak odhadl na dvojnásobek až trojnásobek hodnoty v perigeu. Podobně hmotnost tělesa po odletu od Země odhadl na polovinu až třetinu vypočítané hmotnosti v perigeu. Průměr meteoroidu po odletu nebyl větší než 10 metrů. Z důvodu natavení a následného ztuhnutí svého povrchu během průletu atmosférou získalo těleso typickou tmavou krustu podobnou povrchu meteoritů.
Setkání se Zemí také změnilo oběžnou dráhu meteoroidu. Zdeněk Ceplecha dospěl k závěru, že zatímco původně patřil do Amorovy skupiny těles, po odletu od Země se zařadil do skupiny Apollonovy s tím, že po dalších 14 obletech (v srpnu 1997) by se měl opět dostat do blízkosti Země. I v případě, že by se tak skutečně stalo, by však možnosti ho zpozorovat byly mimo jiné též z důvodu tmavé krusty na povrchu jen velmi omezené. Americký astronom Timothy Spahr však roku 2010 vyjádřil názor, podle něhož není jisté, že se meteoroid stále nachází na dráze křížící dráhu Země, ani že se roku 1997 znovu přiblížil.